# 德魯日巴 (羅夫諾州)
50°2′16″N 25°20′10″E / 50.03778°N 25.33611°E
德魯日巴（羅馬化：Druzhba）是烏克蘭西北部的村莊，隸屬里夫內州的杜布諾區。該村始建於1545年，面積1.82平方公里，海拔高度289米，2001年人口1,036，人口密度每平方公里568.6人。